# Jordi Dauder
Jordi Dauder i Guardiola (Badalona, 5 de marzo de 1938-Madrid, 16 de septiembre de 2011) fue un actor español, que ejerció también como escritor, poeta y actor de voz.

## Biografía
Nació en Badalona, municipio de la provincia de Barcelona (España), en 1938. Hijo de un dramaturgo, Dauder vio con cinco años como la dictadura franquista encarcelaba a su padre por sus convicciones políticas en una prisión de Valencia. Fue este hecho el que impulsó a Dauder a dedicarse a la interpretación, ya que originalmente quería dedicarse a la medicina (bien psiquiatra, o bien cirujano).
Se licenció en Bellas Artes, en la Universidad de Barcelona, y también en Historia contemporánea, en la Universidad de París, donde tuvo que exiliarse por motivos políticos. Allí permaneció durante más de 15 años.

### Trayectoria
Tras acabar sus estudios universitarios en París, empezó a dar sus primeros pasos en el teatro a la vez que participaba en distintos movimientos sociales que propiciarían la revolución del mayo francés de 1968, siendo uno de los fundadores de la Liga Comunista Revolucionaria a su regreso a Barcelona, donde creó la librería Leviatán y posteriormente pasó a coordinar la revista Quimera, de análisis literario, de la cual fue también uno de sus colaboradores. Su carrera como actor profesional no empezó hasta los años 1980.
En 1988 empezó su actividad como actor en el cine y la televisión, además de un largo recorrido teatral, debutando en la Sala Beckett del Teatro Fronterizo de Sanchís Sinisterra. En su carrera tocaría prácticamente todos los géneros, desde el clásico (Medea) hasta el monólogo (La geografía estilográfica) y con autores como Chéjov o Shakespeare, a las órdenes de prestigiosos directores como José Luis García Sánchez en El lector por horas, en la que compartía escenario con Juan Diego y Clara Sanchis, Calixto Bieito (Un día y Los enamorados), Xavier Albertí (Antonio y Cleopatra) o la citada Medea, dirigida por Núria Espert. También ejerció como director teatral en obras de Samuel Beckett.
En televisión alcanzó su popularidad con la telenovela Nissaga de poder (1996-1998), emitida por TV3. Esta serie, donde interpretaba a Mateu Montsolís y en la que trabajó con actores como Emma Vilarasau o Montserrat Salvador, se convirtió la segunda más longeva, por detrás de El cor de la ciutat, de la misma cadena.
Dauder fue uno de los eternos secundarios del cine español y participó en Pont de Varsòvia (1990), de Pere Portabella, La marcha verde (2002), de José Luis García Sánchez y también Amor idiota (2004), de Ventura Pons, director con el que ha realizado diversas películas como Caricias y Amigo/Amado, ambas en 1998, y Anita no pierde el tren, en 2001.
En 2008 formó parte del reparto de la película Camino, de Javier Fesser, en la que Jordi Dauder dio vida a Don Luis, un sacerdote del Opus Dei, y le valió su primera nominación a los Premios Goya en la categoría de «Mejor interpretación masculina de reparto», alzándose como ganador en la XXIII edición de los premios. Ese mismo año interpreta a Manuel Azaña, último presidente de la II República Española, en la película, en clave de documental, Azaña, cuatro días de julio, que le vale el Premio Gaudí por su papel protagonista.
También fue actor y director de doblaje, tanto de series como de largometrajes en diferentes estudios como Gest-Music, Tecni-3, Soundtrak, Sonoblok...; y puso voz a Gregory Peck o Nick Nolte y en películas como Gladiator (doblando a Richard Harris), Star Wars (doblando a Ian McDiarmid), o Matrix (doblando a Randall Duk Kim), entre otras.
Otra de sus facetas fue la de escritor y poeta; autor de la novela El estupor, publicada en 1996, y de poesía y cuentos, faceta en la que fue galardonado por su trabajo literario con el Premio Miquel Martí i Pol de poesía y el Premio Ciutat de Sabadell de narración breve.
También fue cofundador y colaborador de la revista El Viejo Topo (Barcelona), de la revista Coyoacán (México) y de la revista Sin Permiso, de cuyo consejo editorial fue miembro.
En 2010 la Muestra de Cine Latinoamericano de Cataluña instituyo un premio titulado con su nombre para premiar "la creatividad en el cine catalán". Ese mismo año la Academia del Cine Catalán le otorga el Premio Gaudí de Honor a toda su trayectoria.
El actor murió el 16 de septiembre de 2011 en la clínica Ruber de Madrid como consecuencia de un cáncer hepático. Fue incinerado en el Cementerio de la Almudena de Madrid al día siguiente y sus cenizas fueron esparcidas en el cabo de Gata.
El 26 de septiembre de 2011 tuvo lugar un homenaje al actor en la sala Fabià Puigserver del Teatre Lliure, donde asistierón amigos y compañeros de profesión como Carme Sansa, Enric Majó, Pere Portabella, Lluís Llach, Sílvia Bel, Vicky Peña y Joel Joan, así como Joan Maria Gual, director de la Associació d'Actors i Directors Professionals de Catalunya (AADPC) organizadora del acto junto con la Academia del Cine Catalán.

## Ideología
Exiliado en Francia, Dauder venía de una vida clandestina bajo el franquismo. Se empezó a comprometer con las luchas vecinales, con los grupos de renovación pedagógica para lograr mejores escuelas... Luego se enfrascó con movimientos antifascistas, con todas las causas que defendieran a las víctimas de tropelías. Él fue una de esas víctimas y tuvo que vivir un exilio europeo de tres lustros. Fue, además, uno de los fundadores del partido Liga Comunista Revolucionaria, de ideología trotskista.
Dauder también participó en las críticas a la Guerra de Irak. Fue miembro de la plataforma cultural contra la guerra o la defensa de la Memoria histórica y firmó un manifiesto de un grupo de pensadores que denunció las maniobras para frenar la causa del juez Baltasar Garzón contra el franquismo.
En 2004 figuró como número tres de la candidatura europea de Iniciativa per Catalunya Verds - Esquerra Unida i Alternativa y número 13 de la candidatura de Izquierda Unida.
El presidente de gobierno José María Aznar apoyó la Guerra de Irak y el conjunto de intérpretes españoles se mostró contrario a tal intervención bélica en la gala de los Goya 2003. A las pocas semanas, los actores María Barranco, Amparo Larrañaga, Ana Belén, Juan Echanove, Juan Luis Galiardo, Pilar Bardem y el propio Dauder eran invitados a una sesión en el Congreso de los Diputados. Todos ellos lucían camisetas en las que se leía claramente un eslogan: «No a la guerra». Después del incidente fueron expulsados del hemiciclo.

## Premios y nominaciones
Premios Anuales de la Academia "Goya"
| Año  | Categoría                                 | Película | Resultado |
| ---- | ----------------------------------------- | -------- | --------- |
| 2008 | Mejor interpretación masculina de reparto | Camino   | Ganador   |

Premios de la Unión de Actores
| Año  | Categoría                        | Película/Obra | Resultado |
| ---- | -------------------------------- | ------------- | --------- |
| 2008 | Mejor actor secundario de cine   | Camino        | Ganador   |
| 2002 | Mejor actor de reparto de teatro | La gaviota    | Nominado  |

Premios Fotogramas de Plata
| Año  | Categoría                 | Serie de TV      | Resultado |
| ---- | ------------------------- | ---------------- | --------- |
| 1996 | Mejor actor de televisión | Nissaga de poder | Nominado  |

Premios Gaudí
| Año  | Categoría                                 | Película                            | Resultado |
| ---- | ----------------------------------------- | ----------------------------------- | --------- |
| 2011 | Mejor interpretación masculina secundaria | Catalunya über alles!               | Nominado  |
| 2010 | Premio Gaudí de Honor (ver sección)       | Premio Gaudí de Honor (ver sección) | Ganador   |
| 2008 | Mejor interpretación masculina principal  | Azaña, cuatro días de julio         | Ganador   |

Premios Sant Jordi de Cine
| Año  | Categoría           | Película                       | Resultado |
| ---- | ------------------- | ------------------------------ | --------- |
| 1990 | Mejor actor español | Pont De Varsòvia y La telaraña | Ganador   |

Premios Butaca
| Año  | Categoría                   | Película | Resultado |
| ---- | --------------------------- | -------- | --------- |
| 1998 | Mejor actor catalán de cine | Caricias | Ganador   |

Premios Ercilla de Teatro
| Año  | Categoría                   | Obra | Resultado |
| ---- | --------------------------- | ---- | --------- |
| 2004 | Mejor intérprete de reparto | ¿?   | Nominado  |

Festival Internacional de Cine Independiente de Elche
| Año  | Categoría                      | Película     | Resultado |
| ---- | ------------------------------ | ------------ | --------- |
| 2005 | Mejor interpretación masculina | Cuadrilátero | Ganador   |

### Premios por su trayectoria
| Año  | Premios por su trayectoria |
| ---- | --- |
| 2011 | Premio Gaudí de Honor otorgado por la Academia del Cine Catalán, en reconocimiento a su dedicación al mundo del cine y por haber aportado su talento y dedicación al cine catalán. |
| 2010 | Guineueta Honorífica concedida por los Amigos del Teatro Zorrilla de Badalona, organizadores de la Nit de les Guineuetes.                                                          |
| 2009 | Plácido de Honor del Festival Internacional de Cine Negro de Manresa. |
| 2009 | Premio de la Muestra de Cine Latinoamericano de Cataluña. |
| 2008 | Premio “Cataluña, país de grandes vinos” por su trayectoria como actor. |
| 2008 | Premio Creu de Sant Jordi de la Generalidad de Cataluña. |